# Argyra similis
Argyra similis är en tvåvingeart som beskrevs av Harmston och Frank Hall Knowlton 1940. Argyra similis ingår i släktet Argyra och familjen styltflugor.
Artens utbredningsområde är South Carolina. Inga underarter finns listade i Catalogue of Life.